# Xya
Xya is een geslacht van rechtvleugeligen uit de familie Tridactylidae. De wetenschappelijke naam van dit geslacht is voor het eerst geldig gepubliceerd in 1809 door Latreille.

## Soorten
Het geslacht Xya omvat de volgende soorten:
- Xya albiantennata Günther, 1995
- Xya albigenata Günther, 1995
- Xya albipalpis Chopard, 1934
- Xya ancarafantsika Günther, 1982
- Xya apicicornis Chopard, 1928
- Xya atra Günther, 1995
- Xya aurantipes Günther, 1995
- Xya capensis Saussure, 1877
- Xya castetsi Bolívar, 1900
- Xya crassicornis Chopard, 1920
- Xya curta Chopard, 1936
- Xya descampsi Harz, 1971
- Xya donskoffi Harz, 1971
- Xya elytromaculata Günther, 1995
- Xya festiva Chopard, 1968
- Xya frontomaculatus Günther, 1974
- Xya harzi Günther, 1990
- Xya hauseri Günther, 1974
- Xya hieroglyphicus Bey-Bienko, 1967
- Xya huxleyi Harz, 1971
- Xya iberica Günther, 1990
- Xya indica Chopard, 1928
- Xya inflata Brunner von Wattenwyl, 1893
- Xya japonica Haan, 1842
- Xya londti Günther, 1982
- Xya mahakali Ingrisch, 2006
- Xya manchurei Shiraki, 1936
- Xya maraisi Günther, 1998
- Xya marmorata Chopard, 1928
- Xya minor Chopard, 1920
- Xya muta Tindale, 1928
- Xya nanutarrae Baehr, 1988
- Xya nigraenea Walker, 1871
- Xya nigripennis Chopard, 1936
- Xya nitobei Shiraki, 1911
- Xya nobile Ingrisch, 1987
- Xya opaca Walker, 1871
- Xya pfaendleri Harz, 1970
- Xya pronotovirgata Günther, 1995
- Xya pseudomuta Baehr, 1988
- Xya pulex Saussure, 1896
- Xya punctata Bey-Bienko, 1967
- Xya quadrimaculata Chopard, 1936
- Xya riparia Saussure, 1877
- Xya royi Günther, 1982
- Xya schoutedeni Chopard, 1934
- Xya smithersi Günther, 1978
- Xya subantarctica Willemse, 1954
- Xya tumbaensis Günther, 1995
- Xya uamensis Günther, 1995
- Xya unicolor Baehr, 1988
- Xya univenata Günther, 1995
- Xya variegata Latreille, 1809
- Xya vicheti Harz, 1971